# 1960年3月大韩民国总统选举
1960年3月大韩民国总统选举（韩语：／*/?），多被称为“ 三·一五不正选举”(3·15 부정선거)，是1960年3月15日举行，选举大韩民国第四任总统和第五任副总统的选举。时任总统李承晚为了维持执政，动员同党的自由党党员和政府官员，发动了大规模的选举舞弊行为，成为四·一九运动的导火索，最终推翻了李承晚政府12年的执政。

## 背景
本次选举为届期选举。选举前李承晚政权和其执政党--自由党，由于12年的独裁统治和一系列不当施政，已经完全失去人民的支持。此外，在上次总统选举中，在野的民主党张勉当选副总统，出现了总统和副总统不同党籍的状况。
因为李承晚年事已高，如果他因故无法继续行使职权，根据当时宪法的规定，职位将自动由副总统继任，使自由党失去执政权。因此自由党致力于在总统和副总统选举都赢得胜利，遂动员党员、政府官员和暴徒进行选举舞弊。

## 舞弊事件

### 提前选举计划
自由党计划提前大选，以使民主党措手不及。当时民主党提名趙炳玉为总统候选人，现任副总统张勉为副总统候选人。然而，李承晚政府利用赵炳玉于1960年1月因病赴美的机会，将传统上在5月举行的总统选举提前了两个月，改为3月15日。对此民主党提交公开质问，表示在3月选举有违选举惯例，且有悖公平竞争精神，要求李承晚作出回应，但李承晚坚持提前选举立场。
与此同时，赵炳玉于2月15日在美国突然去世，让总统选举成为一人竞选，李承晚提前在总统选举获得胜利。因此，自由党最重要的任务就是赢得副总统候选人李起鹏的选举。另一方面，失去总统候选人后，民主党决定利用选举法规定：如果只有一名总统候选人，得票数必须至少达到合格选民总数三分之一的规定。让李承晚的得票数不足三分之一，以进行重新选举，并让张勉成为新的总统候选人，代表民主党参选。

### 选举舞弊计划
呼吁提前大选的自由党随后计划动员政府官员操纵选举。自由党组织公务员建立了一个竞选网络--“公务员联谊会”，并受到警方监控。内务部（现韩国行政安全部）也指示警方使用任何必要的方法来确保自由党候选人当选。此外，内务部长官、次官、治安局局长，并与各地警察局长等警察人员进行协商，指示了以下竞选政策。
1. 自由党会让大约40%的选民自发投弃权票、成为虚假进入选民名册的幽灵选票、因行贿诱导而弃权，然后这些选票由自由党候选人提前圈选并邮寄投票（40%提前投票）。
2. 事先被操纵的选民组成3人或9人小组投票给自由党候选人，小组组长确认成员填写选票后，在自由党选举委员会监视下投票（3人、9人小组公开投票）。
3. 通过让自由党支持者戴上臂章，让投票站周围完全属于自由党，对支持反对党的选民施加心理压力，诱导他们投票给自由党。
4. 要么贿赂民主党的监票证人，让他们变得漠不关心，要么如果不可能，就用一些借口迫使反对派的监票证人离开投票站。

根据上述指示，内务部进一步制定了以下具体计划。具体方案是在1960年1月召开的市、县警察局长、分局局长联席会议上下令制定的，同时如果无法完成这个使命，他们就会被免职，或要求辞职。
1. 选举日当天，大量佩戴自由党臂章的人应驻扎在投票站100米范围内。
2. 利用计票过程中的混乱，将事先准备好的圈选自由党候选人的选票混入，或者剔除反对党候选人选票。
3. 计票结束后，公开伪造的计票结果。
4. 自由党候选人的得票目标是与反对党候选人的得票率达到 5比1，即83%或以上。

## 实施

### 竞选活动中的舞弊行为
由于自由党希望阻止民主党副总统候选人张勉赢得选举，民主党竞选活动受到严重干扰，包括警察监视和恐吓参与者，并禁止使用许多地点进行演讲。张勉2月28日在大邱发表政见时，尽管是周日，政府竟命令大邱所有中学生必须上学，让他们尽量听不到在野党候选人的政见。不过作为回应，该市1,200多名高中生举行街头示威，抗议周日上学的指令。此外，3月9日全罗南道丽水和10日光州发生了民主党支持者被暴徒杀害的事件。

### 投票和计票舞弊
选举日，自由党利用投票和计票舞弊，让候选人李承晚和李起鹏在许多地区获得了95％至99％的选票，导致政府匆忙指示地方政府和警察局长降低自由党候选人的得票率。针对如此大规模的舞弊行为，民主党在投票截止时间前30分钟宣布大选舞弊且无效，其理由如下：
1. 提前选举违反宪法精神
2. 阻碍反对派候选人登记
3. 捏造许多幽灵选民
4. 谋杀反对党竞选活动人士
5. 拒绝接受反对党申诉
6. 阻碍或驱逐已宣布的反对党证人进入投票站
7. 宪兵、警察、暴徒的心理恐吓
8. 强迫投弃权票
9. 实行40%提前投票
10. 拒绝检查投票箱
11. 设置内通式投票所[3]
12. 小组强制投票
13. 强制公开投票
14. 攻击那些拒绝公开投票的人
15. 集体代理投票

## 选举结果
3月18日，中央選舉管理委員會宣布李承晚当选总统、李起鹏当选副总统。同一天，国会通过并承認该结果，但民主党认为选举非法，要求李承晚立即辞职，并离开国会议场。
- 选民人数：11,196,490
- 选民人数：10,862,272
- 投票率：97.0%

| 候选人 | 党派   | 票数      | 得票率 | 占选民人数 |
| ------ | ------ | --------- | ------ | ---------- |
| 李承晚 | 自由党 | 9,633,376 | 100%   | 86.04%     |

| 候选人 | 派             | 票数      | 得票率 (%) |
| ------ | -------------- | --------- | ---------- |
| 李起鹏 | 自由党         | 8,337,059 | 79.19      |
| 张勉   | 民主党         | 1,843,758 | 17.51      |
| 金俊渊 | 统一党         | 249,095   | 2.37       |
| 任永信 | 大韩女子国民党 | 97,533    | 0.93       |

本次的选举舞弊激起了全国各城市学生和公民的愤怒，引发了四·一九运动，最终迫使李承晚政府的下台。